# Chiesa di Xitang
La chiesa cattolica di Xitang (西堂 pinyin Xītáng = chiesa dell'Ovest), dedicata a Nostra Signora del Monte Carmelo, si trova a Pechino, in Cina. È una delle cinque chiese cattoliche della capitale cinese, l'unica realizzata da un italiano e non fondata dai Gesuiti.

## Posizione
È situata sul lato meridionale della Xīzhíménnèi Dàjiē (西直門大街), un ampio viale nel lato nord occidentale della città, che collegava la Città Proibita a quella che all'epoca era la residenza dell'imperatore, l'Antico Palazzo d'Estate.

## Storia
La chiesa fu la quarta fondata da missionari cattolici a Pechino, facendo seguito a quelle aperte nel 1650, 1665 e 1703 dai missionari gesuiti portoghesi e francesi. "Xītáng" fu quindi la prima chiesa non gesuitica della capitale cinese.
L'area su cui sorge fu acquistata nel 1723 dal missionario italiano Teodorico Pedrini, lazzarista; una parte di questa residenza fu aperta al culto da Pedrini nel 1725, che successivamente donò questo complesso alla Congregazione di Propaganda Fide, da cui era stato inviato.
Nel 1730 la chiesa fu gravemente danneggiata da un forte terremoto che colpì la capitale cinese, provocando più di centomila vittime.
Dopo la morte di Pedrini nel 1746, la chiesa fu affidata ai Carmelitani e quindi agli Agostiniani, che vi si trovavano quando fu requisita dal Governo e completamente distrutta nel 1811.

## Ricostruzioni
Ricostruita nel 1867 dopo le guerre dell'oppio, conobbe una seconda distruzione nel 1900, durante la ribellione dei Boxer. Fu di nuovo ricostruita nel 1912. La sua struttura attuale, con alcune modifiche soprattutto al portale, è la stessa del 1912. L'interno, realizzato a pilastri e archi gotici, realizza un effetto di solennità ed eleganza.

## Riapertura
La chiesa è stata riaperta al culto dal 1994. Dal 2007 è stata oggetto di profondi restauri, conclusi nel 2009 con la sistemazione delle nuove vetrate, della torre campanaria e la consacrazione del nuovo altare.

## Lapide commemorativa
All'interno, vicino alla porta di ingresso, si trova una lapide commemorativa in latino ed una in cinese.
D. O. M.

TEODORICUS PEDRINI. PRESB. CONGR. MISS., INFAN-
TIUM IMPERATORIS KANGHSI PRÆCEPTOR, AN. DOM. 1723
HUNC FUNDUM PROPRIO ÆRE EMIT, IN EOQUE ECCLESIAM
SUB AUSPICIIS SEPTEM DOLORUM B.M.V. DEO DEDICAVIT,
QUÆ TEMPORE PERSECUTIONIS KIATSING (1811) FUNDI-
TUS EST DESTRUCTA.

POSTEA A.D. 1867, ILL. DD. MOULY, C.M., HIC NOVUM SA-
CRUM ÆDIFICAVIT. QUOD DIE 15 JUNII 1900 BOXORES
FLAMMIS TRADIDERUNT, DUM PAROCHUM ECCLESIÆ
MAURITIUM DORE, C.M. SACERDOTEM CRUDELITER
TRUCIDANT.

TANDEM, ANNO DOMINI 1912 LARGITATE BENEMERITÆ
ROSALIÆ BRANSSIER, SOCIETATIS PUELLARUM CA-
RITATIS, TERTIA HÆC ECCLESIA SUB TITULO B.M. DE
MONTE CARMELO ÆDIFICATA EST.

IN QUORUM MEMORIAM ILL. DD. JARLIN, C.M., VIC. AP.
PEKINESIS, HUNC LAPIDEM EREXIT.

## Riferimenti bibliografici
1. DEVINE WILLIAM, The Four Churches of Peking, Burns, Oates & Washbourne Ltd, London, stampato presso Tientsin Press Ltd, Tientsin, China, 1930
2. LATOURETTE KENNETH SCOTT, A history of christian missions in China, Russell and Russell, New York, 1929
3. CHARBONNIER JEAN, Guide to the Catholic Church in Cina 2004, Singapore, 2004
4. DUVIGNEAU AYMARD-BERNARD C. M., Teodorico Pedrini, Prete della missione, Musico alla corte imperiale di Pechino, Roma, Ed. Liturgiche e Missionarie, 1946 (traduzione da Pechino 1937)
5. GALEFFI FABIO G., TARSETTI GABRIELE, Teodorico Pedrini e la Missione di Cina in La Voce delle Marche, Supplemento al n. 1 del 13 gennaio 2006.
6. MARGIOTTI FORTUNATO O.F.M., Il cimitero dei Missionari Propagandisti a Pei-ching, in Archivum Franciscanum Historicum, n. 61, anno 1968, pp. 361–383
7. MARGIOTTI FORTUNATO O. F. M., Le Missioni Cinesi nella tormenta, in Sacrae Congregationis de Propaganda Fide - Memoria Rerum. 350 anni al servizio delle missioni (1622-1972), Vol. II (1700-1815), pagg. 991-1024, ed. Herder, Roma Freiburg Wien 1973
8. MEMOIRES DE LA CONGREGATION DE LA MISSION, Vol. IV, Paris, 1864; Vol. V, Paris, 1865; Vol. VI, Paris, 1865; Vol. VII, Paris, 1866
9. MEZZADRI LUIGI, ONNIS FRANCESCA, Storia della Congregazione della Missione, II/1, La Congregazione della Missione nel sec. XVIII: Francia, Italia e Missioni (1697-1788), CLV-Edizioni Vincenziane, Roma, 2000
10. POOLE REV. STAFFORD C.M., A history of the Congregation of Mission 1625-1843 Stafford Poole C. M., Santa Barbara, California, 1973
11. SINICA FRANCISCANA, Volumen V, Volumen VI, Relationes et Epistolas Ill. mi D. Fr. Bernardini Della Chiesa O. F. M., PP. Anastasius Van Den Wyngaert et Georgius Mensaert O.F.M., Romae apud Collegium S. Antonii, 1954
12. GALEFFI FABIO G. - TARSETTI GABRIELE - “… mariner, musician and missionary, and true priest always…- Teodorico Pedrini’s life in Xitang”, Atti del “11th International Symposium, History of the Church in China, From its beginning to the Scheut Fathers and 20th Century”, a cura del Verbiest Institute, Katholieke Universiteit Leuven, 4-7 settembre 2012. Leuven Chinese Studies XXIX, Verbiest Institute ed., Leuven, 2015.